# Гонсалес, Бетина
Бетина Гонсалес (исп. Betina González, 24 декабря 1972, Вилья-Бальестер, Большой Буэнос-Айрес) — аргентинская писательница.

## Биография
Изучала социологию в Университете Буэнос-Айреса, по окончании университета работала как исследователь, преподавала. Начала писать рассказы во второй половине 1990-х. В 2003—2006 училась в университете штата Техас в Эль-Пасо, получила степень магистра. В университете Питтсбурга получила степень доктора по специальности Латиноамериканская литература. Преподает в alma mater.

## Книги
- Младшее искусство/ Arte menor, роман, Clarín-Alfaguara, Buenos Aires, 2006, ISBN 950-782-945-8 (премия журнала Кларин)
- Игры на взморье/ Juegos de playa, 4 рассказа и повесть; Clarín-Alfaguara, Buenos Aires, 2008 (премия Национального фонда искусств)
- Одержимые/ Las poseídas, роман, Tusquets, 2013 (премия барселонского издательства Тускетс за роман)
- La conspiración de la forma, эссе о латиноамериканской литературе XIX века (премия Питтсбургского университета)

## Признание
Лауреат ряда национальных и международных премий. Первая женщина, получившая испанскую литературную премию Tusquets Novel.